# عملية جبل الأمل الثالثة
كانت عملية جبل الأمل الثالثة (Operation Mount Hope III) عملية عسكرية أمريكية خفية فائقة السرية للإستيلاء على مروحية هجومية سوفيتية الصنع طراز ميل مي-25 «هايند-دي»، وهي نموذج مُصدر من المروحية السوفييتية مي-24. كانت المروحية قد أُعطبت وجرى إخلائها خلال النزاع بين ليبيا وتشاد. في عام 1988 طارت مروحيتان تشينوك طراز إم إتش-47 تابعتان لفوج الطيران 160 للعمليات الخاصة، حوالي 500 ميل (800 كم) تقريباً إلى الموقع ليلاً واستولتا على المروحية دون كشفهما. جرت المهمة بالكامل داخل تشاد وبموافقة الحكومة التشادية.

## العملية
في أبريل 1987، أستولت القوات العسكرية الفرنسية والتشادية على مروحية مي-25 تابعة للقوات الجوية الليبية كاملة التسليح بعدما هجرها طاقمها. ووضعت المروحية في إحدى مخازن قاعدة وادي الدوم. تفاوضت وزارة الخارجية الأمريكية مع الحكومة التشادية للحصول على إذن لإجراء عملية استعادة المروحية. لن يقدم فيها التشاديون المساعدة. جرى التدريب على العملية في منطقة تدريب وايت ساندز. وبدأت العملية في 10 يونيه 1988. حيث هبطت طائرة سي-5 جلاكسي في مطار نجامينا الدولي وعلى متنها مروحيتي تشينوك و75 جندياً. كما قدمت القوات الفرنسية المساعدة في العملية بواحدة من القوات المنوطة وعدد قليل من طائرات ميراج إف-1. وعقب إفراغ المروحيتين طراز تشينوك بدأت القوات التحليق نحو وادي الدوم؛ كانت المروحية «هايند» لا تزال متوقفة هناك. تجنب أفراد طاقم مروحيتي تشينوك اكتشاف الليبيين لهم وبعدما استردوا المروحية عادوا إلى نجامينا بمساعدة طائرتي سي-130 عند نقطتين متقدمتين للتسليح والتزود بالوقود؛ واحدة في فايا لارجو وأخرى في موسورو.
وعلى الرغم من العواصف الرملية، وصلت المروحيتان تشينوك إلى نقطتي التزود بالوقود وعادتا إلى نجامينا بالمروحية «هايند». حُملّت المروحية مي-25 «هايند» على طائرة سي-5 جلاكسي، بينما حُملت المروحيتين طراز تشينوك على طائرة سي-5 أخرى ونُقلوا إلى الولايات المتحدة.

## معرض الصور

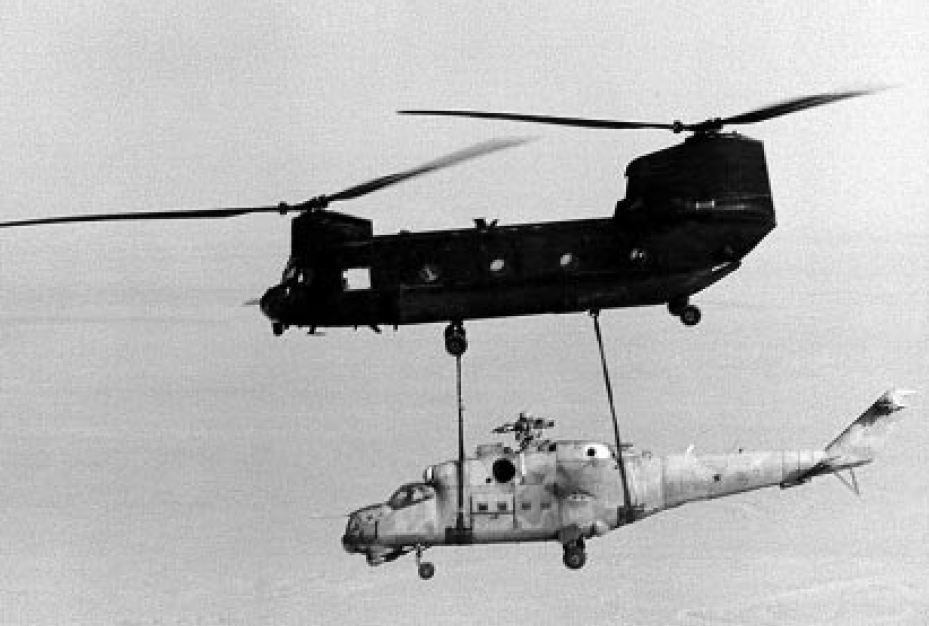
مروحية تشينوك من "السرية إي" التابعة لفوج الطيران 160 للعمليات الخاصة، تُحلق بالمروحية المحمولة بالحبال ميل مي-25 هايند، شمال تشاد
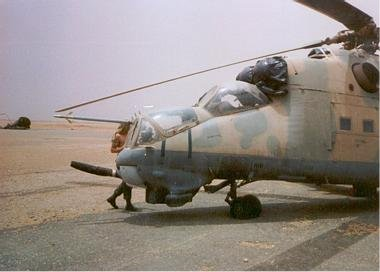
المروحية ميل مي-25 في قبضة القوات التشادية بقاعدة وادي الدوم، تشاد
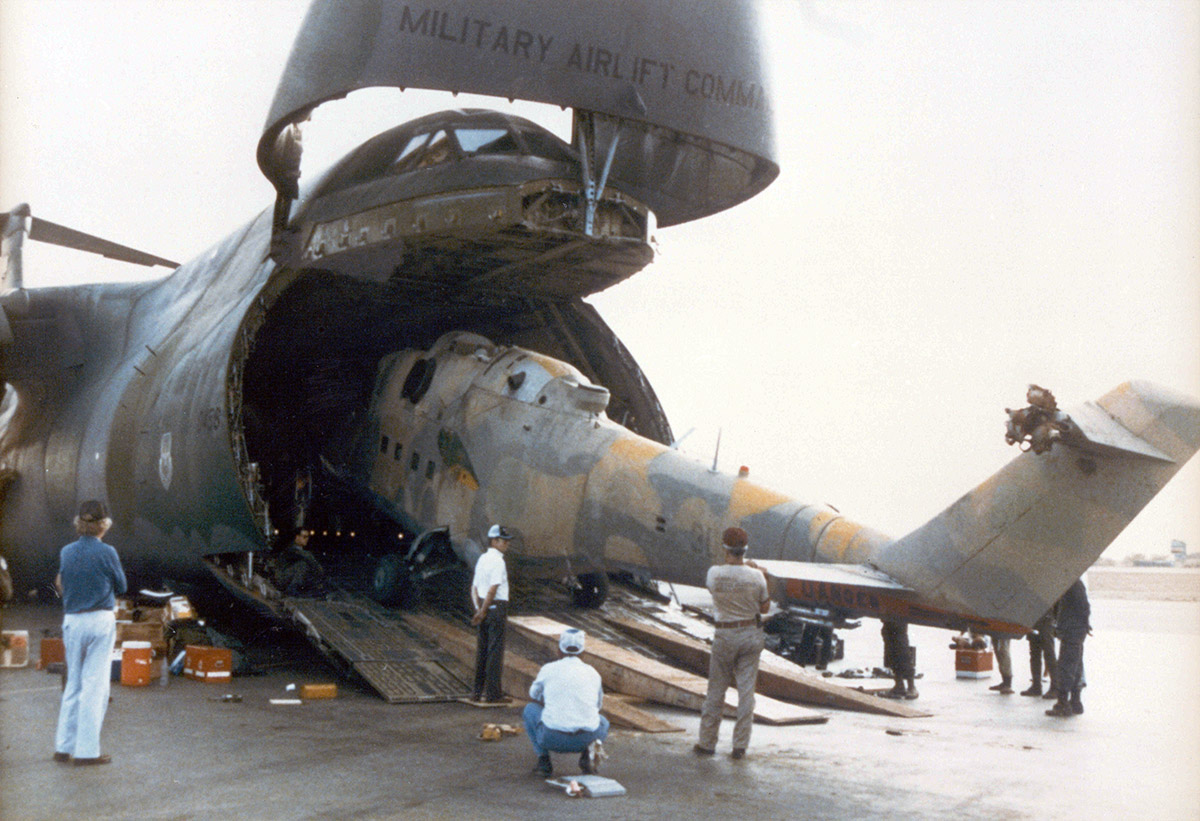
في 21 يونيو 1988، وصلت المروحية ميل مي-25 التي جرى الاستيلاء عليها أخيراً إلى نجامينا، حيث حُملّت على طائرة سي-5 جلاكسي تابعة للقوات الجوية الأمريكية

## وصلات خارجية
- Operation Mount Hope III, Africa, 1988
- That time Army Night Stalkers stole an advanced Russian helicopter نسخة محفوظة 22 أبريل 2019 على موقع واي باك مشين.